# Donna con collana di perle
La Donna con collana di perle è un dipinto a olio su tela (51,2x45,1 cm) di Jan Vermeer, databile al 1664 circa e conservato nella Gemäldegalerie di Berlino. L'opera è firmata "IV Meer".

## Storia
La tela fa parte del gruppo di opere del pittore che venne venduto ad Amsterdam il 16 maggio 1696, durante l'asta Dissius. Sul numero di inventario 36 si trova infatti elencato: «Una giovane dama che si adorna, del suddetto; fiorini 30.0».
Passò per varie aste e collezioni (tra cui quella di Théophile Thoré-Bürger, tra i primi studiosi di Vermeer) e finì nel 1874 nel museo berlinese.

## Descrizione e stile
In una stanza illuminata da una finestra sulla sinistra, una giovane donna si sta guardando a uno specchio appeso sullo stesso lato, mentre si allaccia al collo una collana di perle, tramite due nastri. Scene simili sono abbastanza frequenti nella pittura olandese del periodo: un esempio è la Giovane donna davanti allo specchio di Frans van Mieris il Vecchio nello stesso museo.
La ragazza ha orecchini pure di perla e indossa una casacca gialla bordata di ermellino, la stessa che compare anche in altre opere dell'artista, come la Suonatrice di liuto o la Donna che scrive una lettera, e che dovette appartenere alla moglie dell'artista, Catharina, la fece probabilmente da modella stessa. Il tessuto è reso vibrante e lucido dalla stesura del colore in macchie sapientemente accostante per esaltare i contrasti legati alla rifrazione luminosa. In testa della donna un nastro rosso le raccoglie i capelli e crea una vivace macchia di colore in un contesto dominato dalle sfumature di bianco, giallo e marrone. Una tenda gialla riprende il colore dell'abito della donna ed è scostata per far entrare la luce e rivelare la presenza di una vetrata alla finestra (tipica degli interni borghesi agiati e pressoché identica ad esempio a quella che compare nella Donna con brocca d'acqua). 
Il suo elegante profilo, leggermente sorridente, esprime una certa soddisfazione della sua agiata vita di benestante, ben diverso dai volti severi e affilati delle lattaie e delle domestiche presenti in altre opere del pittore. Ciò denota l'attenzione del pittore verso gli aspetti psicologici più raffinati.
Altrettanto curata è l'ambientazione e la descrizione degli oggetti domestici appoggiati sul tavolo: un piumino da cipria, un catino, un cartoncino, un grande vaso alla cinese con coperchio. Due sedie ricoperte di tappezzeria spuntano da dietro il tavolo e, con un'angolazione ardita, in primo piano a sinistra. Un pesante drappo scuro copre metà del tavolo, creando una macchia scura che fa risaltare, per contrasto, la metà alta e destra del dipinto, illuminata dalla luce rarefatta. Analisi radiografiche hanno dimostrato l'esistenza di maggiori particolari (una carta geografica appesa alla parete, un liuto), eliminati poi dal pittore: forse allusioni alla vita terrena e all'amore sensuale eliminati per esigenze iconografiche o, più semplicemente, per alleggerire la composizione.
Studi hanno cercato di cogliere un significato simbolico o allegorico più profondo nella scena, ipotizzando ad esempio una rappresentazione della Vanitas (cioè la caducità delle cose), sebbene l'intonazione della scena sembrerebbe escludere qualsiasi volontà di condanna, o al contrario leggendo nella donna e nelle sue perle un simbolo di purezza.